# Andrés D'Alessandro
Andrés Nicolás D'Alessandro, né le 15 avril 1981 à La Paternal (quartier de Buenos Aires en Argentine), est un footballeur international argentin qui évoluait au poste de milieu offensif entre 2000 et 2022.

## Biographie

### En club
Andres d'Alessandro est un joueur de foot gaucher dans la plus pure tradition des no 10 argentins : technique avec un centre de gravité bas, dribbleur hors pair, habile face au but et surtout une redoutable faculté à éliminer ses adversaires à l'instar des Maradona, Messi ou Ortega. 
Au début des années 2000, en compagnie des Fernando Cavenaghi, Lucho González Esteban Cambiasso et consorts, il fait les beaux jours de River Plate. Malheureusement la trajectoire de cette étoile du foot argentin est ralentie par des choix de carrière douteux (Wolfsburg qui venait à l'époque d'accéder en  Bundesliga 1) ainsi que des problèmes de discipline. 
Au cours de ses deux premières saisons avec le VfL Wolfsburg il joue successivement 29 et 19 rencontres de Bundesliga et marque 6 buts.
En septembre 2005, D'Alessandro marque le 40 000e but de la Bundesliga. C'est à l’occasion d’un match Hanovre 96-VfL Wolfsburg comptant pour la sixième journée du championnat.
Le 31 janvier 2006, il est prêté à Portsmouth jusqu'à la fin de la saison.  
A l'été 2006 il est prêté à Saragosse. En juin 2007, il est transféré définitivement à Saragosse. 
En janvier 2008, il retourne en Argentine et est prêté à San Lorenzo,.
En juillet 2008, il est transféré à Internacional.
En février 2016, il est prêté à River Plate,.
Le 20 décembre 2020, après douze années à l'Internacional, il quitte le club après un dernier match contre Palmeiras.

### En équipe nationale
D'Alessandro joue dans l'équipe d'Argentine qui remporte en 2001 la Coupe du monde des moins de 20 ans («FIFA World Youth Championship ») (victoire contre l'équipe du Ghana 3-0).
Il remporte ensuite la médaille d’or aux Jeux olympiques d'été de 2004.
Il compte 28 sélections et 3 buts en équipe d'Argentine.

## Statistiques

### En club
| Club               | Saison    | Championnat | Championnat | Coupe   | Coupe | Compétition continentale | Compétition continentale | Championnat d'état | Championnat d'état | Total   | Total |
| Club               | Saison    | Matches     | Buts        | Matches | Buts  | Matches                  | Buts                     | Matches            | Buts               | Matches | Buts  |
| ------------------ | --------- | ----------- | ----------- | ------- | ----- | ------------------------ | ------------------------ | ------------------ | ------------------ | ------- | ----- |
| River Plate        | 1999–2000 | 1           | 0           | —       | —     | 0                        | 0                        | —                  | —                  | 1       | 0     |
| River Plate        | 2000–01   | 4           | 0           | —       | —     | 3                        | 0                        | —                  | —                  | 7       | 0     |
| River Plate        | 2001–02   | 36          | 9           | —       | —     | 5                        | 0                        | —                  | —                  | 41      | 9     |
| River Plate        | 2002–03   | 29          | 11          | —       | —     | 11                       | 4                        | —                  | —                  | 40      | 15    |
| River Plate        | Total     | 70          | 20          | 0       | 0     | 19                       | 4                        | 0                  | 0                  | 89      | 24    |
| VfL Wolfsburg      | 2003–04   | 29          | 3           | 1       | 1     | 4                        | 0                        | —                  | —                  | 34      | 4     |
| VfL Wolfsburg      | 2004–05   | 19          | 3           | 0       | 0     | —                        | —                        | —                  | —                  | 19      | 3     |
| VfL Wolfsburg      | 2005–06   | 13          | 2           | 2       | 0     | 3                        | 1                        | —                  | —                  | 18      | 3     |
| VfL Wolfsburg      | Total     | 61          | 8           | 3       | 1     | 7                        | 1                        | 0                  | 0                  | 71      | 10    |
| Portsmouth (prêt)  | 2005–06   | 13          | 1           | —       | —     | —                        | —                        | —                  | —                  | 13      | 1     |
| Saragosse (prêt)   | 2006–07   | 36          | 2           | 5       | 2     | —                        | —                        | —                  | —                  | 41      | 4     |
| Saragosse          | 2007–08   | 14          | 2           | 3       | 0     | 2                        | 0                        | —                  | —                  | 19      | 2     |
| San Lorenzo (prêt) | 2007–08   | 15          | 2           | —       | —     | 9                        | 0                        | —                  | —                  | 24      | 2     |
| Internacional      | 2008      | 11          | 2           | —       | —     | 7                        | 2                        | —                  | —                  | 18      | 4     |
| Internacional      | 2009      | 22          | 6           | 7       | 1     | 3                        | 0                        | 9                  | 4                  | 41      | 11    |
| Internacional      | 2010      | 20          | 1           | —       | —     | 13                       | 10                       | 11                 | 4                  | 44      | 5     |
| Internacional      | 2011      | 30          | 9           | —       | —     | 8                        | 1                        | 10                 | 5                  | 48      | 15    |
| Internacional      | 2012      | 21          | 1           | —       | —     | 5                        | 1                        | 7                  | 1                  | 33      | 3     |
| Internacional      | 2013      | 35          | 11          | 7       | 4     | 0                        | 0                        | 16                 | 5                  | 58      | 20    |
| Internacional      | 2014      | 33          | 6           | 3       | 0     | 0                        | 0                        | 10                 | 2                  | 46      | 8     |
| Internacional      | 2015      | 15          | 0           | 2       | 0     | 11                       | 4                        | 8                  | 1                  | 36      | 5     |
| Internacional      | 2016      | 1           | 0           | —       | —     | —                        | —                        | 1                  | 0                  | 2       | 0     |
| Internacional      | 2017      | 31          | 5           | 7       | 2     | —                        | —                        | 14                 | 1                  | 52      | 8     |
| Internacional      | 2018      | 24          | 3           | 6       | 2     | —                        | —                        | 7                  | 2                  | 37      | 7     |
| Internacional      | 2019      | 23          | 1           | 6       | 0     | 10                       | 0                        | 7                  | 0                  | 46      | 1     |
| Internacional      | 2020      | 0           | 0           | 0       | 0     | 0                        | 0                        | 2                  | 2                  | 2       | 2     |
| Internacional      | Total     | 265         | 45          | 32      | 9     | 57                       | 8                        | 105                | 28                 | 465     | 90    |
| River Plate (prêt) | 2016–17   | 17          | 2           | 4       | 0     | 9                        | 3                        | —                  | —                  | 30      | 5     |
| Total              | Total     | 491         | 82          | 53      | 12    | 103                      | 16                       | 105                | 28                 | 752     | 138   |

### En sélection nationale
| Pays      | Année | Matches | Buts |
| --------- | ----- | ------- | ---- |
| Argentine | 2003  | 9       | 2    |
| Argentine | 2004  | 10      | 1    |
| Argentine | 2005  | 3       | 0    |
| Argentine | 2010  | 3       | 0    |
| Argentine | Total | 25      | 3    |

## Palmarès

### En club
- Vainqueur de la Recopa Sudamericana en 2011 avec le SC Internacional et en 2016 avec River Plate
- Vainqueur de la Copa Libertadores en 2010 avec le SC Internacional
- Vainqueur de la Copa Sudamericana en 2008 avec le SC Internacional
- Vainqueur de la Copa Suruga Bank en 2009 avec le SC Internacional

- Vainqueur du Tournoi de clôture du championnat d'Argentine en 2000, en 2002 et en 2003 avec River Plate
- Champion du Rio Grande do Sul en 2008, en 2009, en 2011, en 2012, en 2013, en 2014 et en 2015 avec le SC Internacional
- Vainqueur de la Coupe d'Argentine en 2016 avec River Plate
- Vainqueur de la Recopa Gaucha en 2016 et en 2017 avec le SC Internacional

### EnÉquipe d'Argentine
- 25 sélections et 3 buts entre 2003 et 2010
- Vainqueur de la Coupe du monde des moins de 20 ans en 2001 avec l'Argentine
- Champion Olympique en 2004 avec les Olympiques
- Participation à la Copa América en 2004 (Finaliste)

### Distinctions individuelles
- Élu meilleur joueur sud-américain de l'année en 2010 par El País[10],[11]
- Élu meilleur joueur étranger du Brasileirão en  2013 par EFE[12]
- Vainqueur du Ballon de Bronze de la Coupe du Monde des Clubs en 2010